# Aspreno di Napoli
Aspreno, o Asprenato secondo il Martirologio Romano (Napoli, I secolo – Napoli, 3 agosto 79), è stato un vescovo e santo romano.
Fu il primo vescovo di Napoli, secondo quanto riportano le Gesta episcoporum Neapolitanorum e il Catalogus episcoporum Neapolitanorum; il suo nome appare commemorato al 3 agosto nel calendario marmoreo di Napoli. Secondo questi testi la sua guida pastorale sarebbe stata di circa 23 anni, all'epoca degli imperatori Traiano e Adriano. Fu particolarmente ricolmo d'amore verso i poveri e si dimostrò sempre disponibile verso qualsiasi persona al di là del ceto e della condizione sociale, il suo speciale carisma fece accrescere la comunità cristiana napoletana. La sua memoria cade il 3 agosto.

## Agiografia
Aspreno avrebbe ricevuto il Kerigma cristiano dall'apostolo Pietro che, giunto da Antiochia diretto a Roma, si sarebbe fermato a Napoli dove avrebbe guarito da un male una vecchia la quale si sarebbe convertita e sarebbe poi divenuta Santa Candida la Vecchia. Candida avrebbe portato da Pietro proprio Aspreno, anch'egli infermo. La storia narra che, a guarigione avvenuta, Aspreno si convertì e quando Pietro dovette lasciare Napoli per Roma consacrò l'uomo vescovo poiché nel frattempo la comunità cristiana era divenuta ampia e necessitava di un pastore. Avrebbe fatto costruire l'edificio di culto di Santa Maria del Principio, dove poi sarebbe sorta la Basilica di Santa Restituta e quindi il Duomo di Napoli. La storia attribuisce ad Aspreno anche la fondazione della Basilica di San Pietro ad Aram, prima chiesa napoletana, dove è ancora presente l'altare su cui Pietro avrebbe celebrato il Sacrificio eucaristico.

## Reliquie
Sepolto secondo la tradizione nell'oratorio della chiesa napoletana di Santa Maria del Principio, recenti ricerche hanno affermato che i suoi resti si trovassero nelle Catacombe di San Gennaro e furono traslati per decisione del vescovo di Napoli Giovanni IV lo Scriba (842-849) nella basilica Stefania dove tutt'oggi riposano sotto l'altare della cappella che porta il suo nome.

Nella cappella del Tesoro di san Gennaro vi è, insieme a quello di Gennaro e degli altri 51 santi patroni della città di Napoli, il suo busto d'argento e nella cappella delle reliquie del Duomo di Napoli è conservato quello che la tradizione ritiene essere il bastone con cui l'apostolo Pietro lo guarì dalla malattia.
Nella chiesa di Sant'Aspreno al Porto a lui dedicata si trova il suo Pastorale. Una seconda chiesa dedicata ad Aspreno a Napoli si chiama Sant'Aspreno ai Crociferi.

## Culto
Fu il primo patrono di Napoli, dal 1673 è venerato come secondo patrono della città.
È particolarmente invocato per curare l'emicrania.
Il Martirologio Romano, riformato a norma dei decreti del concilio Vaticano II, ricorda il santo vescovo il 3 agosto con queste parole: